# Persian Heritage Series
Die Persian Heritage Series („Buchreihe Persisches Kulturerbe“) ist eine Buchreihe mit Übersetzungen persischer Klassiker in die wichtigsten westlichen Sprachen und Japanisch. Führende Fachvertreter der Iranistik und Orientalistik haben an ihr mitgewirkt. Sie erscheint seit Mitte der 1960er Jahre in verschiedenen Verlagen, darunter der Columbia University Press in New York. Viele ihrer Bände fanden Aufnahme in der UNESCO-Sammlung repräsentativer Werke. Die Reihe wurde ursprünglich von der UNESCO und dem persischen Institut für Übersetzung und Veröffentlichung (Royal Institute of Translation and Publication of Persia) unterstützt, zuletzt aus privaten Mitteln. Bisher wurden 40 Bände in dieser Reihe unter der Herausgeberschaft von Ehsan Yarshater (Columbia University) veröffentlicht.
Zum Beirat (Advisory Council) zählten Ilya Gershevitch (Cambridge University), Gilbert Lazard (University of Paris), Georg Valentin von Munthe af Morgenstierne (University of Oslo), Bertold Spuler (University of Hamburg), Giuseppe Tucci (University of Rome), T. C. Young (Princeton University), Arthur John Arberry (Cambridge University), Walter Bruno Henning (University of California), Henri Massé (University of Paris).

## Übersicht
- Fariduddin Attar: Muslim Saints and Mystics. Penguin Group, London 1990, ISBN 0-14-019264-6 (EA Chicago, Ill. 1966, übersetzt von Arthur John Arberry)
- Nezāmi: Le Roman de Chosroès et Chirine. Maisonneuve and Larose, Paris 1970 (übersetzt von Henri Massé).
- Dschalal ad-Din ar-Rumi: Mystical Poems of Rumi, Band 1: Poems 1–200. University Press, Chicago, Ill. 1989 (EA Chicago, Ill., übersetzt von Arthur John Arberry).
- Varavini: The Tales of Marzuban. Indiana University Press, Bloomington 1968 (EA Bloomington 1959, übersetzt von Reuben Levy).
- Nasir ad-Din at-Tusi: The Nasirean Ethics. George Allen & Unwin, London 1964 (übersetzt von George Michael Wickens).
- Nezāmi: Le Sette Principesse. Rizzoli, Mailand 1982 (EA Rom 1967, übersetzt von Alessandro Bausani).
- Firdausi: The Epic of the Kings. Mazda Publishers, Costa Mesa, CA. 1996 (EA Chicago, Ill. 1967, übersetzt von Reuben Levy)
- Nizami Aruzi: Les quatre discours. Maisonneuve et Larose, Paris 1968 (übersetzt von Isabelle de Gastines)
- Anonymous: The Letter of Tansar. IsMEO, Rom 1968 (übersetzt von Mary Boyce)
- Raschīd ad-Dīn: The Successors of Genghis Khan. Columbia University Press, New York 1971 (übersetzt von John Andrew Boyle).
- Mohammad Ibn Ibrahim: The Ship of Sulaiman. Routledge, London 1972, ISBN 0-7100-7238-4 (übersetzt von John O’Kane).
- Faramarz: Samak-e Ayyar. Maisonneuve et Larose, Paris 1972 (übersetzt von Frédèrique Razavi).
- Avicenna: The Metaphysica of Avicenna (Ibn Sina). Columbia University Press, New York 1973 (übersetzt von Parviz Morewedge).
- Fakhr ud-Dīn Gurgānī: Vis and Ramin. Columbia University Press, New York 1972, ISBN 0-231-03408-3 (übersetzt von George Morrison).
- Fasa’I, H.: History of Persia under Qajar Rule. Columbia University Press, New York 1972, ISBN 0-231-03197-1 (übersetzt von Heribert Busse)
- Aturpat-e Emetan: Le troisième livre du Denkart. Librairie C. Klincksieck, Paris 1973, ISBN 2-252-01602-7 (übersetzt von Jean de Menasce)
- Saadi: Bustan. University of Toronto Press, Toronto 1974, ISBN 0-8020-1840-8 (übersetzt von George Michael Wickens).
- Forough Hekmat und Yann Lovelock: Folk Tales of Ancient Persia. Caravan Books and Bibliotheca Persica, Delmar, NY. 1974[3]
- Muhammad Bighami: Love and War. Adventures from the Firuz Shah Nama of Sheikh Bighami. Scholars’ Facsimile and Reprints, Delmar, NY. 1974 (übersetzt von William Lippincott Hanaway).
- Anonymous: The History of Sistan. IsMEO, Rom 1977 (übersetzt von Milton Gold).
- Omar Chajjam: The Rubaiyat of Umar Khayyam. Scholars’ Facsimile & Reprints, Delmar NY. 1977, ISBN 0-8201-1139-2 (übersetzt von Parichehr Kasra).
- Manichaean Literature. Representative Texts Chiefly from Middle Persian and Parthian Writings. Scholars’ Facsimile & Reprints, Delmar, NY. 1974, ISBN 0-8201-1141-4 (übersetzt von Jes P. Asmussen).
- Dschalal ad-Din ar-Rumi: Mystical Poems of Rumi, Band 2: Poems 201–400. Neuauflage. University Press, Chicago, Ill. 1991, ISBN 0-89158-477-3 (übersetzt von Arthur John Arberry)
- Dschalal ad-Din ar-Rumi: Le livre du dedans. Éditions Sindbad, Paris 1975 (übersetzt von Eva de Vitray-Meyerovitch).
- Dschalal ad-Din ar-Rumi: Licht und Reigen. Herbert Lang Verlag, Bern 1974, ISBN 3-261-01313-3 (übersetzt von Johann Christoph Bürgel)
- Samarkandi: Le livre des sept vizirs. Éditions Sindbad, Paris 1976 (übersetzt von Dejan Bogdanovic).
- Eskandar Monshi: The History of Shah Abbas the Great. Westview Press and Bibliotheca Persica, Boulder, Col. 1978/86 (3 Bände, übersetzt von Roger M. Savory).
- Fariduddin Attar: Ilahi-Nama. University Press, Manchester 1976, ISBN 0-7190-0663-5 (übersetzt von John Andrew Boyle).
- Hafis: Divan Hafizu-Shishu. Heibosha, Tokio 1977 (übersetzt von Tsuneo Kuroyanagi) (in japanischer Sprache)
- Nezami: Iskandarnamah. Columbia University Press, New York 1978, ISBN 0-231-04416-X (übersetzt von Minoo Southgate).
- Nizam al-Mulk: The Book of Government or Rules for Kings. Routledge and Kegan Paul, London 1978, ISBN 0-7100-8619-9 (EA London 1931, übersetzt von Hubert Darke).
- Nezāmi: Khosrau and Shirin. Heibosha, Tokio 1977 (übersetzt von E. Okada, in japanischer Sprache)
- Aturpat-i Emetan: The Wisdom of the Sasanian Sages (Denkard VI). Westview Press and Bibliotheca Persica, Boulder, Colo. 1979, ISBN 0-89158-376-9 (übersetzt von Shaul Shaked).
- Najm al-Din Razi: The Path of God’s Bondsmen. From Origin to Return (Mersad al-ebad). Westview Press and Bibliotheca Persica, Boulder, Colo. 1980, ISBN 0-88206-052-X (übersetzt von Hamid Algar, Digitalisat).
- Nāsir-i Chusrau: Travelogue. SUNY Press, Albany, NY 1985 (übersetzt von Wheeler M. Thackston).
- Nezāmi: Chosrou und Schirin. Manesse Verlag, Zürich 1980, ISBN 3-7175-1591-8 (übersetzt von Johann Christoph Bürgel).
- Nezāmi: Das Alexanderbuch. Manesse Verlag, Zürich 1991, ISBN 3-7175-1810-0 (übersetzt von Johann Christoph Bürgel)
- M. Ebn-e Monavvar: The Secrets of God’s Mystical Oneness or The Spiritual Stations of Shaikh Abu Sa’id (Asrar al-Towhid). Mazda Publishers and Bibliotheca Persica, Costa Mesa, CA 1992 (übersetzt von John O’Kane).
- Anahit Perikhanian: The Book of a Thousand Judgments. A Sasanian Law Book. Mazda Publishers and Bibliotheca Persica, Costa Mesa, CA 1997, ISBN 1-56859-061-X (Online)
- Omar Chajjam: Khayyam the Mathematician. Bibliotheca Persica Press, New York 2000, ISBN 0-933273-46-0 (übersetzt von Roshdi Rashed und Bijan Vahabzadeh).
- Alessandro Bausani: Religion in Iran. From Zoroaster to Bah’ullah. Bibliotheca Persica Press, New York 2000, ISBN 0-933273-26-6 (übersetzt von J. M. Marchesi)